# Laelia corallina
Laelia corallina är en fjärilsart som beskrevs av Collenette 1930. Laelia corallina ingår i släktet Laelia och familjen tofsspinnare. Inga underarter finns listade i Catalogue of Life.